# Greenwood Publishing Group
Greenwood Publishing Group (GPG), también conocido como ABC-Clio/Greenwood (estilizado ABC-CLIO/Greenwood) , es una editorial educativa y académica (desde el nivel de secundaria hasta universidad) que forma parte de ABC-Clio. Establecida en 1967 como Greenwood Press, Inc. y con sede en Westport, Connecticut, GPG publica obras de referencia bajo su sello Greenwood Press, y libros académicos, profesionales y de interés general bajo el sello Praeger Publishers. También forma parte de GPG Libraries Unlimited, que publica trabajos profesionales para bibliotecarios y profesores.

## Historia

### 1967–1999
La empresa fue fundada como Greenwood Press, Inc. en 1967 por Harold Mason, un bibliotecario y librero anticuario, y Harold Schwartz, que tenía experiencia en publicaciones comerciales. Con sede en Greenwood, Nueva York, la empresa se centró inicialmente en la reimpresión de obras agotadas, en particular los títulos enumerados en la primera edición de la Asociación Estadounidense de Bibliotecas de "Libros para bibliotecas universitarias" (1967), bajo el sello de Greenwood Press, y publicaciones periódicas agotadas como "American Radical Periodicals" bajo el sello de Greenwood Reprint. En 1969, la empresa fue vendida a Williamhouse-Regency, una empresa de fabricación de papel y material de oficina que entonces cotizaba en la American Stock Exchange, lo que llevó a ampliar aún más sus actividades de reimpresión, así como a iniciar una editorial de microdocumentos, Greenwood Microforms.
En 1970 se estableció un pequeño programa de monografías académicas y Robert Hagelstein, anteriormente en Johnson Reprint Corporation, una división de Academic Press, fue contratado como vicepresidente. En 1973, Mason y Schwartz dejaron la empresa, y Hagelstein fue nombrado presidente, cargo que ocuparía hasta su jubilación a fines de 1999. Durante esos veintisiete años, la prensa terminó sus actividades de reimpresión y desvió su enfoque hacia nuevos libros académicos, de referencia y profesionales. Esta redirección a gran escala de la empresa resultó en la publicación de más de 10,000 títulos durante esos años. 
El 25 de agosto de 1976, la empresa fue vendida al Congressional Information Service, Inc (CIS) y en 1979 pasó a formar parte del gigante editorial holandés, Elsevier, tras la compra de CIS por parte de esta. Ese mismo año linició su sello Quorum Books, que publica títulos profesionales en negocios y derecho. 
El 1 de enero de 1986, GPI se expandió una vez más cuando compró Praeger Publishers, fundada por Frederick A. Praeger en 1949, a CBS, Inc., y en 1989 cuando adquirió Bergin & Garvey y Auburn House.
A principios de 1990, el nombre de la empresa se cambió de Greenwood Press, Inc. a Greenwood Publishing Group, Inc. /cuando Elsevier se fusionó con Reed International en 1993, GPG pasó a formar parte de Reed Elsevier y, a mediados de la década de 1990 la parte operativa de GPG se unió a Heinemann USA, que había sido parte de Reed.
Cuando Hagelstein se jubiló a finales de 1999, Wayne Smith fue nombrado presidente. Bajo Smith, GPG realizó varias adquisiciones adicionales, incluidas las impresiones Ablex y Oryx y Libraries Unlimited, y expandió los productos on line y CD-ROM de GPG bajo su sello Greenwood Electronic Media. 

### 2000–presente
El 12 de julio de 2001, Reed Elsevier completó su adquisición de Harcourt. Harcourt se convirtió en una subsidiaria propiedad total de Reed Elsevier y GPG se convirtió en parte de Harcourt Education.
El 13 de diciembre de 2007, GPG pasó a formar parte de Houghton Mifflin Company como resultado de la adquisición de Harcourt por parte de Houghton.
El 1 de octubre de 2008, ABC-Clio y Houghton Mifflin Harcourt anunciaron un acuerdo que otorgaba a ABC-Clio una licencia perpetua para usar las impresiones y publicar los títulos de Greenwood Publishing Group, Inc. (GPG), incluyendo Greenwood Press, Praeger Publishers, Praeger Security International y Libraries Unlimited. Además, Houghton Mifflin Harcourt también transferiría ciertos activos, incluidos derechos de autor, contratos e inventario, de Greenwood Publishing Group a ABC-Clio. Este acuerdo entró en vigencia de inmediato. La oficina del número 88 de Post Road West en Westport, Connecticut se cerró como resultado, con despidos programados para comenzar en la primera semana de diciembre de 2008. La transferencia de GPG a ABC-CLIO ocurrió durante 2009.